# Campsicnemus divergens
Campsicnemus divergens är en tvåvingeart som beskrevs av Van Duzee 1933. Campsicnemus divergens ingår i släktet Campsicnemus och familjen styltflugor. Inga underarter finns listade i Catalogue of Life.